# Enrique Magdaleno
Enrique Magdaleno Díaz, conocido como Magdaleno (Madrid, Comunidad de Madrid, España, 4 de noviembre de 1955), es un exfutbolista español. Jugaba de delantero centro.

## Trayectoria
Se formó en la cantera del Real Madrid, y jugó en el Levante UD, Burgos Club de Fútbol, Sevilla FC, Real Mallorca y Real Burgos Club de Fútbol (que sustituyó al antiguo Burgos CF, desaparecido en 1983). Se trataba de un delantero muy físico, de mucha casta, pundonor y un carisma antológico, No exento de una gran técnica, conocido además como "el Tronquito" Magdaleno. 
La temporada 1986-87 marca 19 goles para el Real Mallorca, establecido como récord goleador en una temporada para la entidad balear. 
En la actualidad, es uno de los personajes más queridos y respetados del Comando Manuele.

## Icono mallorquinista
Su despliegue físico, la entrega que ponía en cada partido, la estética de su juego y el ser poseedor de una  magnética personalidad le convirtieron en el gran ídolo del Real Mallorca de finales de los 80 y le ha supuesto ser recordado como uno de los mejores jugadores de toda la Historia de la entidad bermellona.

## Clubes
| Club                           | País   | Año       |
| ------------------------------ | ------ | --------- |
| Real Madrid Castilla           | España | 1974-1976 |
| Levante UD                     | España | 1976-1979 |
| Burgos CF                      | España | 1979-1980 |
| Sevilla FC                     | España | 1981-1985 |
| RCD Mallorca                   | España | 1986-1988 |
| Real Burgos                    | España | 1988-1990 |
| Real Sociedad Deportiva Alcalá | España | 1990-1991 |